# Guilherme de Eschaumburgo-Lipa
Guilherme Carlos Augusto de Eschaumburgo-Lipa (12 de dezembro de 1834 – 4 de abril de 1906) foi um príncipe alemão, filho de Jorge Guilherme, Príncipe de Eschaumburgo-Lipa e membro da Casa de Lipa.

## Biografia

### Família
Guilherme nasceu em Bückeburg, Eschaumburgo-Lipa em 12 de dezembro de 1834. Ele era o sétimo filho, terceiro homem, de Jorge Guilherme, Príncipe de Eschaumburgo-Lipa (1784-1860) e da princesa Ida de Waldeck e Pyrmont (1796-1869). Seus avós paternos eram Filipe II, Conde de Eschaumburgo-Lipa e a condessa Juliana de Hesse-Philippsthal. Seus avós maternos eram Jorge I, Príncipe de Waldeck e Pyrmont e a princesa Augusta de Schwarzburg-Sondershausen. Entre seus tios estavam o Príncipe de Eschaumburgo-Lipa e a Duquesa de Eslésvico-Holsácia-Sonderburgo-Glucksburgo.
A pessoa mais próxima de Guilherme era sua mãe, a princesa Ida, e o pequeno príncipe se apegou a ela com profundo amor. Essa proximidade harmoniosa entre mãe e filho duraria até a morte da princesa, em 1869.

### Carreira militar e administração de propriedades
Guilherme frequentou a Universidade de Bonn de 1854 até 1856. Em 1859 ingressou no exército austríaco. Em 1857, seu pai deu-lhe o Castelo Náchod, que ele havia construído como uma residência secundária para o ramo Eschaumburgo da dinastia de Lipa. Isso fez de Náchod a sede do ramo familiar. Para poder dedicar-se à administração dos seus bens, encerrou a carreira militar em 1861. Já em 1861, a cidade de Náchod fez dele cidadão honorário.

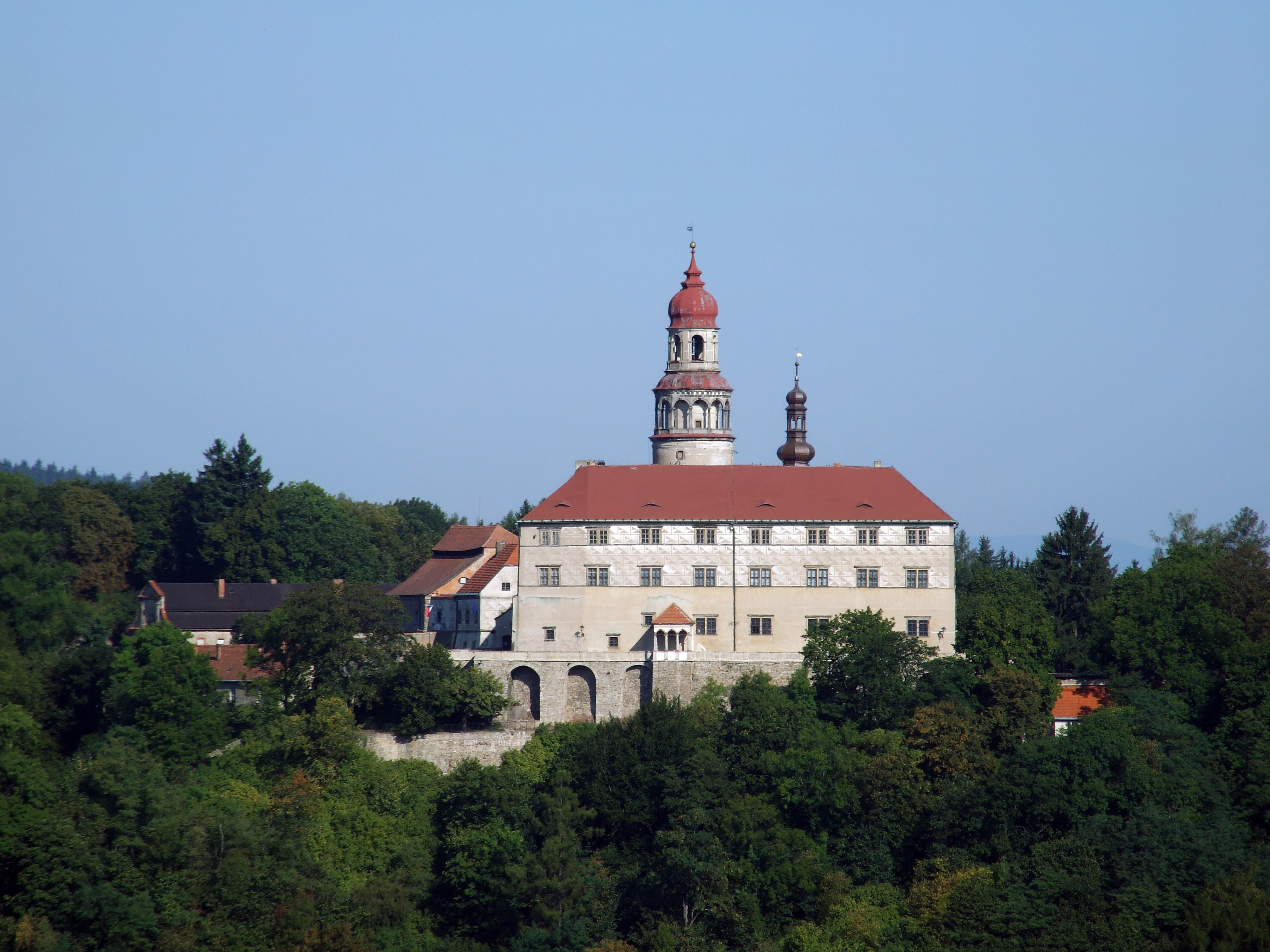
Castelo Náchod

Em 1866, o príncipe lutou pela Áustria na Guerra Austro-Prussiana. Foi nomeado major pelo imperador austríaco Francisco José I e recebeu a Cruz do Mérito Militar com Condecorações de Guerra. Em 1867, Guilherme foi nomeado membro honorário da dinastia imperial austríaca. Em 1875 foi condecorado com a Ordem da Coroa de Ferro (Primeira Classe) e, em 1876, foi promovido a tenente-coronel. Em 1879 tornou-se coronel do Regimento de Dragões Windischgrätz. Tornou-se major-general em 1885 e marechal de campo em 1890. Em 1899 foi condecorado com a Grã-Cruz da Ordem de Leopoldo e em 1901 o príncipe foi promovido a general da cavalaria.

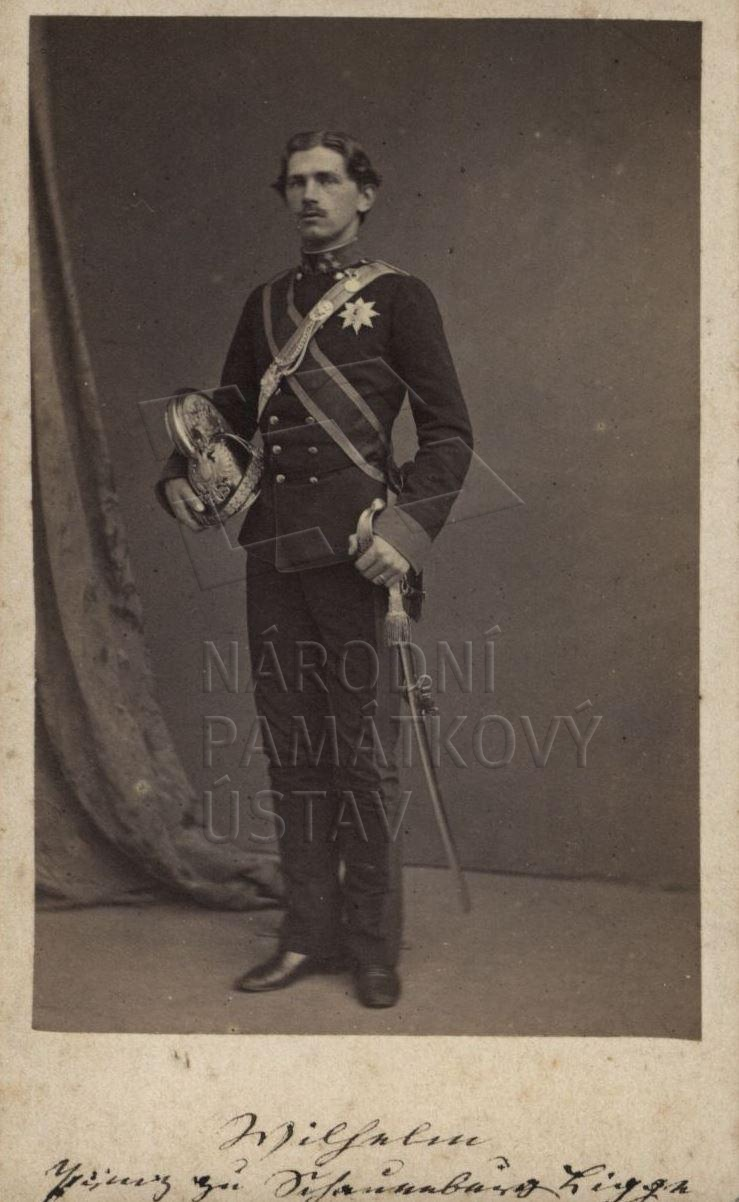
Guilherme em uniforme militar, 1860

Guilherme não só tinha noção das tarefas práticas que a gestão da propriedade de Náchod lhe exigia, mas o seu interesse também se estendia à ciência e às artes, como demonstrou através da reorganização dos arquivos do castelo de Náchod e da biblioteca de Ratiborschitz. Ele tentou adaptar ambos às necessidades práticas. Ele organizou os arquivos econômicos do acervo e complementou a biblioteca principalmente com obras relacionadas aos interesses econômicos dos governantes e que poderiam ser estudadas de forma útil pelos funcionários. Ele também acrescentou livros militares à biblioteca, enquanto a literatura romântica se limitava a compras ocasionais.
Guilherme demonstrou grande interesse por todos os assuntos da vida pública, que promoveu através de conselhos e ações, mas também através de sacrifícios pessoais. Através da sua participação nas deliberações do Conselho Imperial Austríaco e do acompanhamento cuidadoso das deliberações do Parlamento Estadual da Boêmia, ele também esteve em constante contato com a política. Através das suas ligações com o imperador, o governo e a política, procurou intervir para ajudar, aconselhar e apoiar. Como patriota austríaco leal ao imperador, condenou esforços políticos unilaterais; a unilateralidade nacional checa, bem como as tendências destrutivas dos pan-alemães. Ao fazê-lo, tentou fazer justiça às reivindicações legítimas de ambos os grupos étnicos. Ele fez campanha pela igualdade de direitos para ambas as línguas, mas também não tolerou que a língua alemã fosse injustificadamente substituída pela língua checa.
Durante o sua estadia em Náchod, Guilherme procurou aumentar os rendimentos aumentando o número de gado, melhorando a terra e utilizando fertilizantes artificiais . Em 1869-70 mandou instalar uma serraria a vapor em Skalitz, além da manutenção florestal e da ampliação da rede de caminhos entre 1873 e 1885. Além da pecuária, a piscicultura era realizada em 17 lagoas, e em 1878 ele também construiu o primeiro criadouro de trutas perto de Miskoles. A melhoria dos prados foi disponibilizada ao público em cursos de construção de prados até 1886 e zeladores especiais de prados foram treinados. Em reconhecimento aos seus feitos, o governo francês concedeu-lhe a Ordem do Mérito Agrícola, a primeira do ano de 1888. Após uma inundação em julho de 1897, Guilherme comprometeu-se a construir barragens.

### Morte
O príncipe Guilherme morreu em 4 de abril de 1906 no castelo da família na Boêmia, com cinco horas de diferença de sua nora, a princesa Luísa da Dinamarca. A causa de sua morte estava relacionada a um problema cardíaco resultante de uma doença grave que sofreu na infância. O funeral do príncipe contou com honras militares e ocorreu em 9 de abril e ele foi enterrado no cemitério da Cruz Branca em Náchod. Além dos reis de Württemberg e outros parentes reais, estiveram presentes representantes do imperador austríaco Francisco José I e do rei da Dinamarca.

## Casamento e descendência
Em 30 de maio de 1862, Guilherme casou-se com a princesa Batilde de Anhalt-Dessau (1837–1902) em Dessau. A princesa era filha do príncipe Frederico Augusto de Anhalt-Dessau e de sua esposa, a princesa Maria Luísa de Hesse-Cassel. Juntos, eles eram pais de oito filhos. O casal mudou-se para o Castelo Náchod e, após a conclusão de uma reforma, estabeleceram residência no Castelo Ratiborschitz.

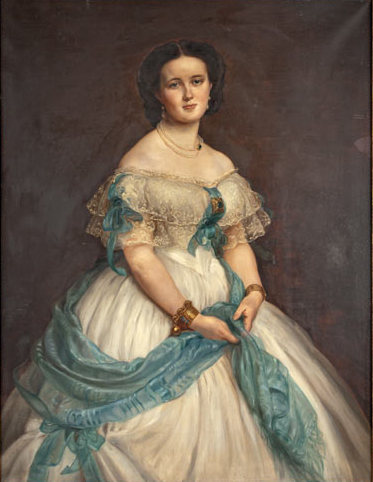
Retrato da princesa Batilde, esposa de Guilherme

| Imagem | Nome           | Nascimento             | Morte                  | Notas |
| ------ | -------------- | ---------------------- | ---------------------- | --- |
|        | Carlota        | 10 de outubro de 1864  | 16 de julho de 1946    | Casou-se com Guilherme II de Württemberg em 1886, sem descendência.                                                                                           |
|        | Francisco José | 08 de outubro de 1865  | 04 de setembro de 1881 | Não se casou, morreu aos 15 anos. |
|        | Frederico      | 30 de janeiro de 1868  | 12 de dezembro de 1945 | Casou-se com Luísa da Dinamarca em 1896, com descendência. Casou-se com Antonieta de Anhalt em 1909, com descendência.                                        |
|        | Alberto        | 24 de outubro de 1869  | 25 de dezembro de 1942 | Casou-se com Elsa de Württemberg em 1897, com descendência.                                                                                                   |
|        | Maximiliano    | 13 de março de 1871    | 01 de abril de 1904    | Casou-se com Olga de Württemberg em 1898, com descendência.                                                                                                   |
|        | Batilde        | 21 de maio de 1873     | 6 de abril de 1962     | Casou-se com Frederico, Príncipe de Waldeck e Pyrmont em 1895, com descendência.                                                                              |
|        | Adelaide       | 22 de setembro de 1875 | 27 de janeiro de 1971  | Casou-se com Ernesto II, Duque de Saxe-Altemburgo em 1898, com descendência.                                                                                  |
|        | Alexandra      | 09 de junho de 1879    | 05 de janeiro de 1949  | Candidata a esposa de Pedro do Brasil.Noiva de Alexandre I da Sérvia - não se casou. Presidente da Cruz Vermelha em Náchod durante a Primeira Guerra Mundial. |

## Título e honras
- 12 de dezembro de 1834 - 4 de abril de 1906: Sua Alteza Sereníssima o príncipe Guilherme de Eschaumburgo-Lipa

Brasão de Guilherme

- Grã-Cruz da Ordem de Alberto, o Urso[14]
- Grã-Cruz da Ordem da Casa Ernestina da Saxônia[15]
- Grã-Cruz da Ordem da Coroa Wéndica[16]
- Grã-Cruz da Ordem da Coroa de Württemberg[17]
- Grã-Cruz da Ordem Imperial de Leopoldo[18]
- Cavaleiro da Ordem da Coroa de Ferro (Primeira Classe)[19]
- Cavaleiro da Ordem da Fidelidade[20]
- Cavaleiro da Ordem de Bertoldo, o Primeiro[21]
- Cavaleiro da Ordem do Leão de Ouro da Casa de Nassau[22]